# 1996年夏季残疾人奥林匹克运动会新西兰代表团
1996年夏季残疾人奥林匹克运动会新西兰代表团是新西兰派出的1996年夏季残疾人奥林匹克运动会代表团。获得9枚金牌、6枚银牌和3枚铜牌。